# 제천국제음악영화제
제천국제음악영화제(堤川國祭音樂映畵祭, Jecheon International Music & Film Festival, JIMFF)는 매년 8월 대한민국 충청북도 제천시에서 열리는 음악 영화제이다. 약자는 JIMFF이며, 2005년부터 매년 8월에 충청북도 제천시에서 개최되어 왔다.
음악에 관한 영화, 음악이 좋은 영화를 기준으로 매년 100여 편의 초청작이 상영된다. 영화제는 크게 영화 프로그램, 음악 프로그램, 특별 프로그램으로 구성되어 있으며, 제천 시내 메가박스 제천, 제천문화회관, 청풍호반무대, 의림지무대 등지에서 영화 상영과 공연이 동시에 진행된다.

## 프로그램
제천국제음악영화제 프로그램은 그 성격에 따라 영화 프로그램, 음악 프로그램, 특별 프로그램으로 나뉜다.
영화 프로그램
- 개·폐막작: 세계 음악영화의 흐름 대상작을 폐막작으로 선정
- 세계 음악영화의 흐름: 음악영화를 대상으로 하는 국제 경쟁부문
- 시네 심포니: 영화적 재미와 음악적 감동을 함께 느낄 수 있는 작품 상영
- 뮤직 인 사이트: 전 세계의 음악인들을 소재로 한 음악 다큐멘터리 상영
- 패밀리 페스트: 가족 모두가 함께 즐길 수 있는 영화로 구성
- 주제와 변주: 매년 음악과 관련된 하나의 주제를 선정, 음악에 대한 심층적인 이해를 도모하는 영화로 구성
- 시네마 콘서트: 청풍호반 무대에서 무성영화에 맞춰 라이브 연주를 감상할 수 있는 부문
- 한국 음악영화의 오늘: 한국에서 제작되는 모든 장르의 음악영화들을 소개, 상영

음악 프로그램
- 원 썸머 나잇: 청풍호반 야외무대에서 영화 상영과 음악공연을 동시에 진행하는 패키지 프로그램
- 의림 썸머 나잇: 의림지무대에서 영화 상영과 음악공연을 동시에 진행하는 패키지 프로그램

특별 프로그램
- 제천영화음악아카데미
- 음악영화 사전제작지원
- JIMFF 포럼

## 역대 영화제
| 연도 | 회차 | 개막일 | 폐막일 | 개막작               | 폐막작                     | 상영작  | 공연수  |
| ---- | ---- | ------ | ------ | -------------------- | -------------------------- | ------- | ------- |
| 2005 | 1    | 08/10  | 08/14  | 스윙걸즈             | 알레그로 논 트로포         | 40편    | 15회    |
| 2006 | 2    | 08/09  | 08/14  | 프란시스코의 두 아들 | 파리니타                   | 45편    | 20회    |
| 2007 | 3    | 08/09  | 08/14  | 원스                 | 카핑 베토벤                | 73편    | 30회    |
| 2008 | 4    | 08/14  | 08/19  | 영앳하트-로큰롤인생  | 비지터                     | 81편    | 30여회  |
| 2009 | 5    | 08/13  | 08/18  | 솔로이스트           | 앤빌의 헤비메탈 스토리     | 87편    | 30여회  |
| 2010 | 6    | 08/12  | 08/17  | 더 콘서트            | 킨샤사 심포니              | 84편    | 30여회  |
| 2011 | 7    | 08/11  | 08/16  | 뮤직 네버 스탑       | 치코와 리타                | 100여편 | 30여회  |
| 2012 | 8    | 08/09  | 08/15  | 서칭 포 슈가맨       | 파라디소 콘서트홀의 추억   | 101여편 | 30여회  |
| 2013 | 9    | 08/14  | 08/19  | 팝 리뎀션            | 드럼의 마왕 진저 베이커    | 95여편  | 45여회  |
| 2014 | 10   | 08/14  | 08/19  | 하늘의 황금마차      | 전설의 스튜디오, 머슬 숄즈 | 87여편  | 100여회 |
| 2015 | 11   | 08/13  | 08/18  | 다방의 푸른 꿈       | 킵 온 키핑 온              | 100여편 | 100여회 |
| 2016 | 12   | 08/11  | 08/16  | 바이올린 티처        | 코펜하겐의 두 재즈 거장    | 105편   | 100여회 |
| 2017 | 13   | 08/10  | 08/15  | 장고                 | 칠레 음악에로의 여행       | 107편   | 100여회 |
| 2018 | 14   | 08/09  | 08/14  |                      |                            |         |         |
| 2019 | 15   | 08/08  | 08/13  |                      |                            |         |         |
| 2020 | 16   | 08/13  | 08/18  |                      |                            |         |         |
| 2021 | 17   | 08/12  | 08/17  |                      |                            |         |         |
| 2022 | 18   | 08/11  | 08/16  |                      |                            |         |         |

## 역대수상정보
- 2017년 제13회 수상작: 칠레 음악에로의 여행 - 나후엘 로페즈 수상
- 2016년 제12회 수상작: 코펜하겐의 두 재즈 거장 - 야누스 쾨스터-라스무센 수상
- 2015년 제11회 수상작: 킵 온 키핑 온 - 앨런 힉스 수상
- 2014년 제10회 수상작: 전설의 스튜디오, 머슬 숄즈 - 그렉 카말리에 수상
- 2013년 제 9회 수상작: 드럼의 마왕 진저 베이커 - 제이 벌져 수상
- 2012년 제 8회 수상작: 파라디소 콘서트홀의 추억 - 예론 베르크펜스 수상
- 2011년 제 7회 수상작: 치코와 리타 - 하비에르 마리스칼 외 1명 수상
- 2010년 제 6회 수상작: 킨샤사 심포니 - 마르틴 바에르 외 1명 수상
- 2009년 제 5회 수상작: 앤빌의 헤비메탈 스토리 - 사차 지바시 수상
- 2008년 제 4회 수상작: 로큰롤과 트랙터 - 브랑코 쥬리치 수상

## 역대 공연팀
| 연도   | 원 썸머 나잇 | 제천 라이브 초이스 |
| ------ | --- | --- |
| 2005년 | - Part 1 : 두 번째 달, 이상은, 강산에 - Part 2 : 윈디시티, 하바드, 커먼그라운드 - Part 3 : 언니네이발관, 이한철, 블랙홀, 식스틴, 캐스커, 클래지콰이 | - |
| 2006년 | - Band Live : 델리 스파이스, 윈디시티, 러브홀릭 - Jazz Live : 이지형, 로라 피지 - Super Live : 윤도현밴드 - Party Live : 데프콘, 타카피, 슈퍼 키드 | - 플레이스 초이스 : 강은일, 박용호, 서정민, 김귀자 - 아티스트 초이스 : 곽윤찬 트리오, 트리오로그 - 장르 초이스 : 나무자전거 |
| 2007년 | - Band Night : 비거스, 정원영 밴드, 한상원 밴드 - Star Night : 할라맨, 이승환 - Dream Night : 파니핑크, 유앤미 블루, 조규찬 - HipHop Night : MC 스나이퍼, 바비 킴 & 부가 킹즈, 다이나믹 듀오 | - 장르 초이스 : The Observatory, 그림자궁전, 굴소년단, 미내리, 플라스틱피플, 말없는라디오, 어배러투모로우, DJ안과장, 소히, 피카, 이영훈, 시와 - 아티스트 초이스 : 청배 연희단, 이아람, 서진희, 거문고팩토리 - 플레이스 초이스 : 천하제일 탈 |
| 2008년 | - Memory Night : 봄여름가을겨울, 신촌블루스, 정경화 - Party Night : DJ DOC, 45RPM, 마부스 - Band Night : 자우림, 바드(두 번째 달) - Free Night : 마우 프로젝트, 크라잉넛, 마이앤트메리 | - 장르 초이스 : 타루, 오리엔탈 펑크스튜, 캐스커 - 홀리데이 초이스 : 더 모스트 - 스페셜 초이스 : 고재경 - 아티스트 초이스 : 윤효간 |
| 2009년 | - All Night : 게리 루카스, 부활, W & Whale, 오! 부라더스, 고고스타, 넘버원코리안, 한희정, 악퉁, 제8극장, 좋아서 하는 밴드, 크로스 펜던트, 글루미 몽키즈 - Star Night : 김장훈, 나무자전거, 보드카레인 - Dream Night : 네이키드 런치, 김창완 밴드, 언니네이발관, 메이트 - Jazz Night : 베니 골슨 쿼텟, 말로, 전제덕 | - 필름 초이스 : 게리 루카스, 슈퍼 키드, 소규모 아카시아 밴드, 갤럭시 익스프레스 - 스페셜 초이스 : 예산족 |
| 2010년 | - Retro Night : 라디오멘탈, 김수철, 양희은, 장기하와 얼굴들, 구남과여라이딩스텔라 - Star Night : 이문세 - Groove Night : 슈프림팀, 하우스룰즈, 이이 - Breeze Night : 이병우, 윈터플레이, 바드 | - 필름 초이스 : 국카스텐, 타바코쥬스, 이상미, 나비맛 - 헬로루키 초이스 : 데이브레이크, 몽니, 포, 노이지 |
| 2011년 | - Music & Film Night : 라일리 리, 밴드 강산에, 브로콜리 너마저, 아침 - Mix & Match Night : 라일리 리, 리쌍, 스윗 소로우, 정인, 조문근 - New & New Night : 김창완 밴드, 장기하와 얼굴들 - Feel & Fever Night : 노브레인, 이승열, 국카스텐                                                                           | - 아티스트 초이스 : 옥상달빛, 황보령=SmackSoft, 뎁, 룩앤리슨 - 장르 초이스 : 라 벤타나, 9와 숫자들, 정민아, 소란 - 스페셜 초이스 : 류승범 & 오리엔탈 펑크 스튜]                                                                             |
| 2012년 | - Passion Night : 핸섬피플, 문샤이너스, 옐로우 몬스터즈 - Hip-Hop Night : 박재범, 다이나믹 듀오 - Star Night : 이적, 칵스 - Acoustic Night : 마르게타 이글로바, 두 번째 달 - Legend Night : 들국화, 몽니, 짙은, 톡식                                                                                               | - DJ Party : 클래지, 파스칼 - 장르 초이스 : SAZA최우준, 쿠마파크 |
| 2013년 | - BOOGIE Night : 바비 킴&부가 킹즈, 프라이머리&자이언티, 허클베리 피 - It's NEW Night : 바이브, 린, 엠씨 더 맥스, 스윗 소로우 - MIX Night : 넬, 이기찬, 신나는 섬 - VIVA Night : 십센치, 버벌진트, 옥상달빛 | - |
| 2014년 | - First Night : 킹스턴 루디스카, 장미여관, 전인권밴드 - Second Night : 장기하와 얼굴들, YB - Third Night : 한대수, 김광진, 김목경 밴드, 이동은 & 강인봉 듀오, 호란, 알리, 타카피, 바버렛츠 | - |
| 2015년 | - PARTY Night : DJ DOC, 노라조, 술탄 오브 더 디스코 - MELLOW Night : 정엽, 시오엔 with DJ 줄리안&이현, 선우정아 - STARRY Night : 이승환, 솔루션스, 혁오 | - |
| 2016년 | - VIVID Night : 국카스텐, 몽니, 최한솔 - GROOVE Night : 에픽하이, 루드페이퍼, 밀릭, 펀치넬로, 오프온오프 - BREEZE Night : 십센치, 정기고, 치즈 | - |

## 같이 보기
- 대한민국의 음악제 목록